# Chiesa di San Pellegrino in Vaticano

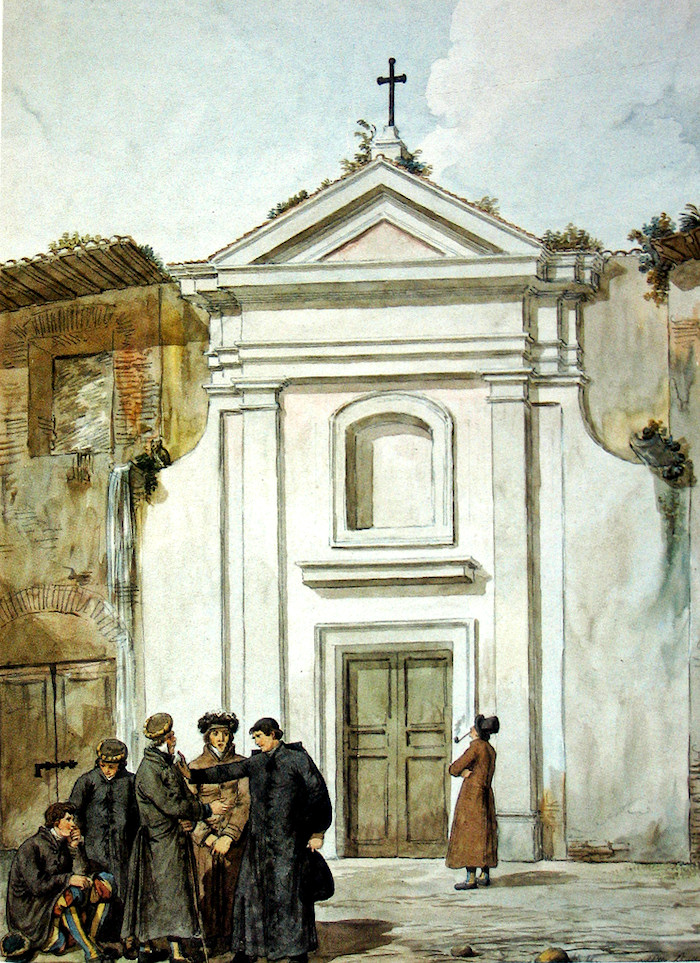
La chiesa in un acquerello di Achille Pinelli.

La chiesa di San Pellegrino è un luogo di culto cattolico della Città del Vaticano, ubicato in via del Pellegrino.

## Storia
Le origini di questa chiesa sono antichissime e risalgono all'VIII secolo, come si ricava da diversi passi del Liber Pontificalis e da resti portati alla luce dal de Waal alla fine dell'Ottocento (antiche pitture risalenti al IX secolo, ed altre del XIII-XIV secolo). Alla chiesa era annesso un ospedale per pellegrini ed un cimitero.
Costruita sui resti della Naumachia citata nei Cataloghi regionari come esistente nell'Ager Vaticanus (forse quella inaugurata nel 109 da Traiano) la chiesa fu detta inizialmente "San Pellegrino in Naumachia" e (forse perché) dotata da Carlo Magno nell'800, in occasione della incoronazione in S. Pietro, di reliquie di un san Pellegrino martire in Auxerre. 
Fu concessa da Pasquale I al monastero di Santa Cecilia in Trastevere, da Leone IX al monastero di Santo Stefano maggiore. Un documento del 1030 nell'archivio di Santa Maria in Via Lata ricorda un terreno “foris portam b. Petri apostoli non longe a muris civitatis Leonianae supra ecclesiam S. Peregrini”. Dal XIII secolo in poi appartenne al Capitolo vaticano, che la restaurò nel 1590. Nel 1671 essa fu ceduta da Clemente X alla Guardia Svizzera Pontificia: caduta in rovina fu abbandonata dagli svizzeri e trasformata, secondo le informazioni dell'Angeli, in pollaio.
In parte recuperata e restaurata, è attualmente la cappella del Corpo della Gendarmeria dello Stato della Città del Vaticano ed è affidata alla cura del cappellano del Corpo.